# Wahlenheim
Wahlenheim es una localidad y comuna francesa, situada en el departamento de Bajo Rin en la región de Alsacia.

## Demografía
| 236 | 231 | 245 | 340 | 368 | 365 |
| Para los censos de 1962 a 1999 la población legal corresponde a la población sin duplicidades (Fuente: INSEE [Consultar]) |     |     |     |     |     |